# Station Chojnik
Station Chojnik is een spoorwegstation in de Poolse plaats Chojnik.